# Ninoe brasiliensis
Ninoe brasiliensis är en ringmaskart som beskrevs av Johan Gustaf Hjalmar Kinberg 1865. Ninoe brasiliensis ingår i släktet Ninoe och familjen Lumbrineridae.
Artens utbredningsområde är Mexikanska golfen. Inga underarter finns listade i Catalogue of Life.